# Alex Bergström
Alex Ali Bergström, född 24 oktober 1973 i Iran, är en socialdemokratisk kommun- och regionpolitiker.
Bergström var distriktsordförande för Sveriges socialdemokratiska ungdomsförbund i Skaraborg 1996–1998 och är sedan 1998 regionpolitiker i Västra Götalandsregionen, sedan 2002 ledamot i Falköpings kommunfullmäktige och regionråd i Västra Götalandsregionen sedan 2010. Bergström är under perioden 2023–2026 ordförande i kulturnämnden i Västra Götalandsregionen (vilket han även var under perioden 2012–2014) och ledamot i SKR-beredningen för kultur och fritid. Åren 2014–2018 var han verksam i Västtrafiks styrelse och 2018–2023 ordförande för Folkteatern Göteborg.